# 高知地方気象台
高知地方気象台（こうちちほうきしょうだい）は、高知県高知市にある地方気象台。

## 概要
高知県内の気象業務を総括しており、大阪管区気象台の管轄下で、高知県域の陸上及び沿岸海域における以下の業務を行っている。
防災気象業務（特別警報、警報、注意報、気象情報など）
- 特別警報、警報、注意報、気象情報など
- 指定河川洪水予報
- 土砂災害警戒情報
- 火災気象通報

天気予報業務
- 天気予報
- 週間天気予報
- 季節予報

観測業務
- 地上気象観測
- 地域気象観測
- 気象レーダー・ウィンドプロファイラ観測
- 生物季節観測

地震、津波、潮汐業務
- 津波警報や地震情報
- 地震観測
- 潮汐及び津波観測

防災、広報業務
- 関係機関との連携
- 気象資料照会等
- 防災情報や気象知識の普及・啓発

## 所在地
- 高知県高知市本町四丁目3番41号

## 沿革
- 1882年（明治15年）3月1日 - 高知県土佐郡下知村稲荷新地（現高知市若松町）に高知県高知測候所として創立。
- 1888年（明治21年）5月1日 - 高知市丸ノ内1番地（現高知公園二の丸）に移転。
- 1935年（昭和10年）10月28日 - 中央気象台高知測候所新設。
- 1936年（昭和11年）7月14日 - 高知県高知測候所廃止。中央気象台高知測候所に引継ぐ。
- 1937年（昭和12年）11月1日 - 国営に移管（文部省所管）し、高知測候所となる。
- 1938年（昭和13年）1月1日 - 高知市南比島町24番地（現高知市比島町一丁目7番3号）に移転。
- 1957年（昭和32年）9月1日 - 高知測候所は高知地方気象台となる。
- 1977年（昭和52年）3月30日 - 現在地に移転（高知市本町四丁目3番41号 高知地方合同庁舎）。

## 天気予報区分
高知県中部
- 高知中央 - 高知市、南国市、土佐市、須崎市、香南市、香美市、吾川郡いの町、高岡郡日高村
- 嶺北 - 長岡郡本山町、大豊町、土佐郡土佐町、大川村
- 高吾北 - 高岡郡佐川町、越知町、吾川郡仁淀川町

高知県東部
- 室戸 - 室戸市、安芸郡東洋町
- 安芸 - 安芸市、安芸郡奈半利町、田野町、安田町、北川村、馬路村、芸西村

高知県西部
- 高幡 - 高岡郡中土佐町、越知町、檮原町、津野町、四万十町
- 幡多 - 宿毛市、土佐清水市、四万十市、幡多郡大月町、三原村、黒潮町

## 観測地点

### 気象官署及び特別地域気象観測所
- 高知、宿毛、室戸岬、清水

### アメダス（地域気象観測所）
四要素観測所（降水量、風向風速、気温、日照）
- 本川、本山、大栃、後免、安芸、梼原、須崎、窪川、江川崎、佐賀、中村

雨量観測所（降水量）
- 池川、繁藤、魚梁瀬、佐川、鳥形山、船戸、田野、佐喜浜、大正、三崎

航空気象観測所（降水量、風向風速、気温）
- 南国日章（高知空港）

### 震度
多機能型地震計
- 室戸市吉良川、高知市春野町芳原、香美市物部町神池、土佐清水市有永、四万十町窪川中津川

計測震度計
- 高知市本町（高知地方気象台内）、室戸市室戸岬町、安芸市西浜、須崎市山手町、香美市土佐山田町宝町、宿毛市片島、土佐清水市足摺岬、黒潮町入野

### 潮位・津波（検潮所）
- 高知、室戸岬、土佐清水